# Lista de lemas nacionais
Esta página lista lemas estaduais e nacionais para os Estados independentes do mundo. Os lemas para alguns Estados não-reconhecidos e alguns Estados extintos, são listados, mas os seus nomes não estão em negrito.
Um lema de Estado é utilizado para descrever a intenção ou motivação do Estado numa curta frase. Por exemplo, ele pode ser incluído no brasão de armas, moedas ou notas de um país. Alguns países optam por não ter um lema nacional.

## A
- África do Sul:

!ke e: /xarra //ke (Língua ǀxam, Diversos povos se unem ou Unidade em Diversidade)
- - Anteriormente: Ex Unitate Vires (Latim, Força de Unidade) (de 1910 a 2000)
- Alemanha

Einigkeit und Recht und Freiheit (Alemão, Unidade e Justiça e Liberdade) (não oficial)
- -  Alemanha Oriental: Proletarier aller Länder, vereinigt euch! (Alemão, Proletários de todos os países, uni-vos!)
- Andorra:

Virtus, Unita, Fortior (Latim - Virtude, Unidade, Força)
- Antigua e Barbuda:

Each endeavouring, all achieving – (Inglês - Cada um se esforçando, todos alcançando)
- Arábia Saudita:

لا إله إلا الله محمد رسول الله lā ilāhā illā-llāhu; muhammadu-r-rasūlu-llāhi (Árabe (da chahada), Não há outra divindade além de Alá, e Mahomé é o seu profeta)
- Argélia:

بالشعب و للشعب Bil-shaʿb wa lil-shaʿb (Árabe, Pelo povo e para o povo)
- Argentina:

En Unión y Libertad (Espanhol, Em União e Liberdade)
- Arménia:

Մեկ Ազգ, Մեկ Մշակույթ (Mek Azg, Mek Mshakouyt) (Arménia, "Uma Nação, Uma Cultura")
- Austrália:

Actualmente não tem lema.
Anteriormente: Advance Australia (Inglês - Avança Australia)
- Áustria:

Não tem lema.
O Lema do Império Austriaco era Austriae Est Imperare Orbi et Universo - Austria deve governar o mundo e o Universo
 Áustria-Hungria:
Indivisibiliter ac Inseparabiliter (Latim, Indivisível e Inseparável) 
- Azerbaijão:

Não tem lema

## B
- Bahamas:

Forward, Upward, Onward Together (Língua inglesa – Avante, Acima, Para a Frente Juntos)
- Bangladesh:

Não tem lema.
- Barbados:

Pride and Industry (Língua inglesa – Orgulho e Indústria)
- Bielorrússia:

Não tem lema.
- Bélgica:

Eendracht Maakt Macht, L'union fait la Force e Einigkeit gibt Stärke (Neerlandês, Francês e Alemão – A União Faz a Força)
- Belize:

Sub umbra floreo (Latim – Sob a sombra florescemos)
- Benim:

Fraternité, Justice, Travail (Francês – Fraternidade, Justiça, Trabalho)
- Bolivia:

La unión es la fuerza (Espanhol – A união é a força)
- Bósnia e Herzegovina:

Não tem lema.
- Botswana:

Pula (Tswana - Chuva)
- Brasil:

Ordem e Progresso
- Brunei:

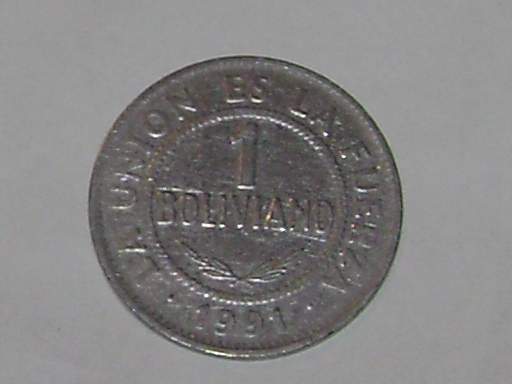
O lema nacional da Bolívia, La Unión es la Fuerza (A União é a Força), é inscrito na moeda nacional.

O lema nacional do Brasil, Ordem e Progresso, está inscrito na bandeira.

الدائمون المحسنون بالهدى (Árabe – Sempre a serviço com a orientação de Deus)
- Bulgária:

Съединението прави силата (Búlgaro – A União Faz a Força)
- Burkina Faso:

Unité, Progrès, Justice (Francês – Unidade, Progresso, Justiça)
- Burundi:

Unité, Travail, Progrès (Francês – Unidade, Trabalho, Progresso)

## C
- Camboja:

ជាតិ សាសនា ព្រះមហាក្សត្រ (Língua quemer – Nação, Religião, Rei)
- Camarões:

Paix - Travail - Patrie (Francês – Paz, Trabalho, Pátria)
- Canadá:

A mari usque ad mare (Latim – De mar a mar)
- Catar:

Não tem lema.
- República Centro-Africana:

Unité, Dignité, Travail (Francês – Unidade, Dignidade, Trabalho)
- Chade:

Unité, Travail, Progrès (Francês – Unidade, Trabalho, Progresso)
- República Checa:

Pravda vítězí! (Checo, A Verdade prevalece!)
- Chile:

Por la razón o la fuerza (Espanhol – Pela razão ou pela força)
- China:

Não tem lema
- Cidade do Vaticano:

Não tem Lema
- Colômbia:

Libertad y orden (Espanhol – Liberdade e ordem)
- Comores:

Unité, Justice, Progrès (Francês – Unidade, Justiça, Progresso)
- Estados Confederados da América:

Deo Vindice (Latim, Deus, nosso vingador)
- República Democrática do Congo:

Justice - Paix - Travail (Francês – Justiça, Paz, Trabalho)
- República do Congo:

Unité, Travail, Progrès (Francês – Unidade, Trabalho, Progresso)
- Coreia do Norte:

강성대국 (强盛大國, Gang Seong Dae Guk) (Coreano - Próspero e grande país)
- Coreia do Sul:

홍익인간 (弘益人間, Hong Ik In Gan) (Coreano - Em benefício de toda a humanidade)
- Costa Rica:

Vivan siempre el trabajo y la paz (Espanhol – Viva sempre o trabalho e a paz)[carece de fontes?]
- Costa do Marfim:

Union, Discipline, Travail (Francês – União, Disciplina, Trabalho)
- Cuba:

Patria o muerte (Espanhol – Pátria ou morte)

## D
- Dinamarca:

Não tem Lema. Lema da Rainha Margarida II: Guds hjælp, Folkets kærlighed, Danmarks styrke (Dinamarquês – Ajuda de Deus. Amor do Povo, Força da Dinamarca)
- Djibouti:

Itixaad, Gudboonaan, Ammaan e Unité, Égalité, Paix (Somali e Francês- Unidade, Igualdade, Paz)
- Dominica:

Après Bondie, C'est la Ter (Crioulo da Dominica – Depois de Deus nosso senhor, nós amamos a terra) 
- República Dominicana:

Dios, Patria, Libertad (Espanhol – Deus, Pátria e Liberdade)

## E
- Equador:

Dios, patria y libertad (Espanhol – Deus, pátria e liberdade)[carece de fontes?]
- El Salvador:

Dios, Unión, Libertad (Espanhol – Deus, União e Liberdade)
- Emirados Árabes Unidos

الله , الوطن , الرئيس (Árabe – Deus, a Nação, o Presidente)
- Eslováquia:

Não tem lema.
- Eslovénia:

Stati inu obstati (antiga Eslovena – Exister e Perseverar)
- Espanha:

Plus Ultra (Latim – Mais além)
- - Anteriormente: Una, grande y libre (Espanhol – Uma, grande e livre, durante o período de Francisco Franco)[41]

- Estados Unidos:

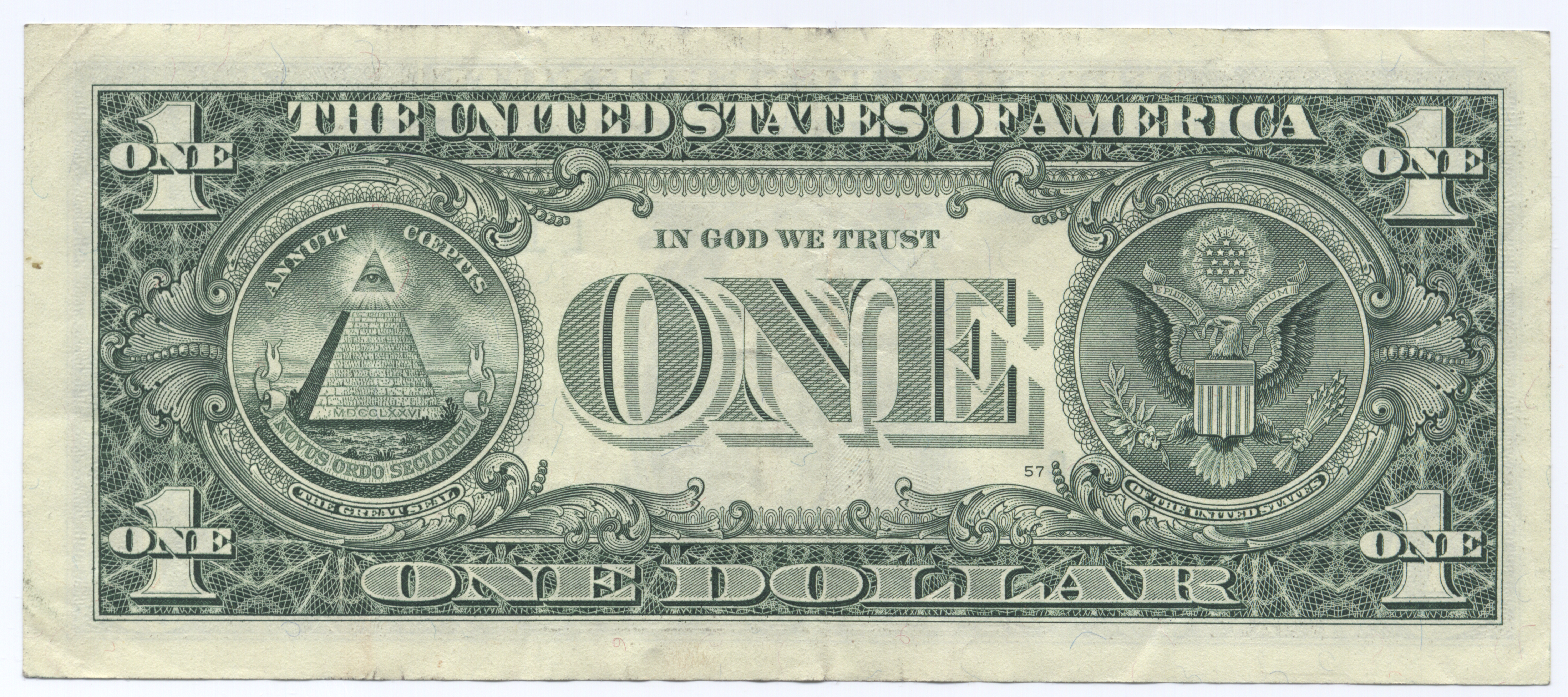
O lema nacional dos Estados Unidos é In God we trust (Confiamos em Deus), conforme indicado no verso do dólar.

In God We Trust (Inglês – Confiamos em Deus)
Os Estados Unidos também usam o Lema E pluribus unum (Latim, De todos, Um)
- - Ver também Lista de lemas dos estados dos Estados Unidos
- Estónia:

Não tem lema.

## F
- Fiji:

Rerevaka na Kalou ka Doka na Tui (Fijiano – Temei a Deus e honrem a rainha)
- Filipinas:

Maka-Diyos, Maka-Tao, Makakalikasan at Makabansa (Tagalog, Por Deus, Pelo Povo, Pelo Natureza e Pelo País)
- - Anteriormente: Isang bansa, isang diwa (Tagalog, Uma nação, um espírito)
- Finlândia:

Não tem lema
- França:

Liberté, égalité, fraternité (Francês – Liberdade, Igualdade, Fraternidade)

## G
- Gabão:

Union, Travail, Justice (Francês – União, Trabalho, Justiça)
- Gâmbia:

Progress, Peace, Prosperity (Inglês – Progresso, Paz, Prosperidade)
- Geórgia:

ძალა ერთობაშია! (Dzala ertobashia) (Georgiano – A força está na União).
- Gana:

Freedom and Justice (Inglês – Liberdade e Justiça)
- Grécia:

Ελευθερία ή θάνατος (Eleutheria i thanatos) (Grego – Liberdade ou Morte).

Ισχύς Μου Η Αγάπη Του Λαού (Ischys Mou I Agapi Tou Laou) (Grego – O meu poder é o amor do povo) – Lema do Reino da Grécia
- Granada:

Ever Conscious of God We Aspire, and Advance as One People (Inglês – Sempre Conscientes de Deus, Nós Aspiramos e Avançamos Como um Único Povo)
- Guatemala:

Libre Crezca Fecundo (Espanhol – Crescer livre e fértil)
- Guiné:

Travail, Justice, Solidarité (Francês – Trabalho, Justiça e Solidariedade)
- Guiné-Bissau:

Unidade, Luta, Progresso (Português)
- Guiné Equatorial:

Unidad, Paz, Justicia (Espanhol – Unidade, Paz e Justiça)
- Guiana:

One people, one nation, one destiny (Inglês – Um povo, Uma nação, um destino)

## H
- Haiti:

L'union fait la force (Francês – A União faz a força)
- Honduras:

Libre, Soberana E Independiente (Espanhol – Livre, Soberana e Independente)
- Hungria:

Não tem Lema
- Hungria (Reino - 1867-1918)

Regnum Mariae Patrona Hungariae (Latim – Reino de Maria, Padroeira da Hungria)

## I
- Iémen:

Não tem Lema
- Índia:

A bandeira do Iraque exibe o lema nacional, Allahu Akbar (Deus é grande)

सत्यमेव जयते (Satyameva Jayate) (Sânscrito – A verdade triunfa sózinha
- Indonesia:

Bhinneka Tunggal Ika (Javanês – Unidade na diversidade
- Irão
  - de facto Esteqlāl, āzādī, jomhūrī-ye eslāmī[59] (persa – Independência, liberdade, (a) República Islâmica)
  - de jure: Allahu Akbar (Árabe - Deus é Grande)[60]
  -  Reino do Irão - O lema imperial, antes da revolução islâmica, foi Marā dād farmūd-o khod dāvar ast (persa, - Justiça, Ele pede-me para a fazer tal como ele me julgará).[61]

- Iraque:

الله أكبر (Allahu Akbar) (Árabe – Deus é Grande)
- Irlanda:

Não tem Lema
- Islândia:

Não tem lema
- Israel:

Não tem Lema
- Itália:

Não tem Lema
-  Reino da Itália (1861–1946):

F.E.R.T. (Foedere et Religione Tenemur) (Latim – Estamos ligados por um tratado e por uma religião)

## J
- Jamaica:

Out of many, one people (Inglês – De muitos, um povo)
- Japão:

Não tem lema
- Jordânia:

الله الوطن المليك Allah, Al-Watan, Al-Malik (Árabe – Deus, Pátria, Rei
- Jugoslávia:

Братство и Једина / Bratstvo i Jedinstvo (Servo croata – Irmandade e unidade)

## K
- Kiribati: 'Te mauri, te raoi ao te tabomoa (Kiribati – Saúde, Paz e Prosperidade)[64]

O lema do Kiribati, Te mauri, te raoi ao te tabomoa (Saúde, Paz e Prosperidade), é mostrado no Brasão de armas.

- Kuwait:

Não tem lema

## L
- Laos:

Peace, independence, democracy, unity and prosperity (Inglês – Paz, Independência, Democracia, Unidade e Prosperidade
- Lesoto:

Khotso, Pula, Nala (Sotho, - Paz, Chuva, Prosperidade) 
- Letónia:

Tēvzemei un Brīvībai (Letão – Pela Pátria e liberdade) [carece de fontes?]
- Líbano:

Não tem lema
- Libéria:

The Love of Liberty Brought Us Here (Inglês – O amor da liberdade nos trouxe aqui)
- Liechtenstein:

Für Gott, Fürst und Vaterland (Alemão – Por deus, pelo príncipe e pela pátria)[carece de fontes?]
- Lituânia:

Tautos jėga vienybėje (Lituano – A força da nação reside na sua unidade)
- Luxemburgo:

Mir wëlle bleiwe wat mir sinn (Luxemburgês – Desejamos permanecer no que somos)

## M
- Madagáscar:

Tanindrazana, Fahafahana, Fandrosoana (Malgaxe – Terra ancestral, Liberdade e Progresso.)
- Malawi:

Unity and Freedom (Inglês) – Unidade e Liberdade) 
- Malásia:

Bersekutu Bertambah Mutu (Malaio – A União faz a Força)
- Mali:

Un peuple, un but, une foi (Francês – Um povo, um objectivo, uma fé)
- Mauritânia:

شرف إخاء ع ou Honneur, Fraternité, Justice (Árabe e Francês – Honra, Fraternidade, Justiça)
- Maurícia:

Stella Clavisque Maris Indici (Latim – Estrela e chave do Oceano Índico)
- Ilhas Marshall:

Jepilpilin ke Ejukaan (Marshalês, Realizações mediante um esforço comum)
- México:

La Patria es primero (Espanhol – A Pátria vem primeiro)
- Estados Federados da Micronésia:

Peace, Unity, Liberty (Inglês, Paz, União, Liberdade)
- Monaco:

Deo juvante (Latim – Com a ajuda de Deus)
- Montenegro:

Čojstvo i junaštvo / Чојство и јунаштво (Sérvio - Coragem e heroísmo )[carece de fontes?]
- Marrocos:

الله، الوطن، الملك Allah, Al-Watan, Al-Malik (Árabe – Deus, país, Rei) 
- - Lema real: إن تذصروا الڷه ݐذصر کم (Árabe – Se acudires a Deus, Ele acudir-te-á)

## N
- Namibia:

Unity, liberty, justice (Inglês) – Unidade, liberdade, Justiça)
- Nauru:

God's will first (Inglês) – A vontade de Deus em Primeiro)
- Nepal:

जननी जन्मभूमिष्च स्वर्गादपि गरियसि (Sânscrito – Mão e a Pátria são maiores que o céu)
- Holanda:

Je maintiendrai, Ik zal handhaven (Francês e Holandês – Eu preservarei)
- Nova Zelândia:

Não tem lema
- Nicarágua:

En Dios Confiamos (Espanhol – Confiamos em Deus)
- Níger:

Fraternité, Travail, Progrès (Francês – Fraternidade, Trabalho, Progresso)
- Nigéria:

Unity and Faith, Peace and Progress (Inglês) – Unidade e fé, paz e progresso)
- Noruega:

Não tem lema. Lema real: Alt for Norge (Norueguês – Tudo pela Noruega)

## O
- Oman:

Não tem lema

## P
- Palestina:

Não tem lema.
- Panamá:

O Brasão de armas do Paquistão exibe o lema nacional, Iman, Ittihad, Tanzeem. (Urdu Unidade, Fé, Disciplina).

O Brasão de armas do Panamá exibe o lema nacional, Pro mundi beneficio (Latim Para o benefício de todo o mundo).

O Estandarte de Portugal exibe o lema nacional, Esta é a ditosa Pátria minha amada.

Pro mundi beneficio (Latim, Para o benefício de todo o mundo)
- Papua-Nova Guiné:

Unity in Diversity (Inglês, Unidade na Diversidade)[carece de fontes?]
- Paquistão:

Ittihad, Yaqeen-mukkam, Nizam (Urdu, Unidade, Fé, Disciplina)
- Paraguay:

Paz y Justicia (Espanhol, Paz e Justiça)
- Peru:

Firme y Feliz por la Unión (Espanhol, Firme e Feliz pela União)
- Polónia:

Bóg, Honor, Ojczyzna (Polonês, Deus, Honra, Pátria). Tradicional, mas não oficial.
- Portugal:

Esta é a ditosa Pátria minha amada

## Q
- Quénia:

Harambee (Suaíli, Vamos trabalhar juntos)

## R
- Reino Unido:

Dieu et mon droit (Francês, Deus e meu direito) (lema real)

-  Bermudas: Quo fata ferunt (Latim – Onde o destino nos leva)

-  Escócia: Nemo me impune lacessit (Latim, Ninguém me fere impunemente)

-  Gibraltar: Nulli Expugnabilis Hosti (Latim, Nenhum inimigo nos conquistou)

-  País de Gales: Cymru am byth (Gales, Gales para sempre)

- República Romana e Império Romano:

Senatus Populusque Romanus (Latim, O Senado e o povo de Roma, abreviado SPQR)
- Roménia:

Não tem lema.
- Reino da Romênia: Nihil Sine Deo (Latim, Nada sem Deus) e anteriormente Toţi în unu (Romena, Todo em um).

- Ruanda:

Ubumwe, Umurimo, Gukunda Igihugu (Kinyarwanda, Unidade, Trabalho, Patriotismo)
- Rússia:

Кто на Русь с мечом придёт, от меча погибнет! (Russo - Quem à Rússia surgir com uma espada, por ela sucumbirá!)

-  Império Russo - С нами Бог. (Russo - Conosco está Deus.)

-  União Soviética Пролетарии всех стран, соединяйтесь! (Russo - Proletários de todos os países, uni-vos!)

## S
- Saara Ocidental:

حرية ديمقراطية وحدة (Árabe hassani, Liberdade, Democracia, Unidade)
- Ilhas Salomão:

To lead is to serve (Inglês, Liderar é servir)
- Samoa:

Fa'avae i le Atua Samoa (Samoano, Samoa se baseia em Deus)
- Santa Lúcia:

The land, the people, the light (Inglês, A terra, o povo, a luz)
- São Cristóvão e Neves:

Country Above Self (Inglês, O País acima de si mesmo)
- São Marinho:

Libertas (Latim, Liberdade)
- São Vicente e Granadinas:

Pax et justitia (Latim, Paz e justiça)
- Senegal:

Un peuple, un but, une foi (Francês, Um povo, uma meta, uma fé)
- Serra Leoa:

Unity, freedom, justice (Inglês, Unidade, liberdade, justiça)
- Sérvia:

Само слога Србина спасава (Sérvio, Apenas a unidade salva os Sérvios) (não oficial)
- Seychelles:

Finis coronat opus (Latim, O final coroa o trabalho)
- Singapura:

Majulah Singapura! (Malaio, Avante, Singapura!)
- Síria:

وحدة ، حرية ، اشتراكية Wihdah, Hurriyyah, Ishtirākiyyah (Árabe, Unidade, Liberdade, Socialismo) (Lema do Partido Baath)
- Suazilândia:

Siyinqaba (Suázi, Nós somos a fortaleza)
- Sudão:

النصر لن Al-Nasr Lana (Árabe, A vitória é nossa)
- Sudão do Sul:

Justice, Prosperity, Liberty (Inglês, Justiça, Prosperidade, Liberdade)
- Suécia:

Não tem lema. Lema do Rei Carlos XVI Gustavo: För Sverige - i tiden (Sueco, Pela Suécia - Com os tempos)
- Suíça:

Unus pro omnibus, omnes pro uno (Latim, Um por todos, todos por um) (tradicional, mas não oficial)
- Suriname:

Justitia, pietas, fides (Latim, Justiça, Piedade, Lealdade)

## T
- Tailândia:

ชาติ ศาสนา พระมหากษัตริย์ (Tailandês, Nação, Religião, Rei)
- Tanzânia:

Uhuru na Umoja (Suaíli, Liberdade e Unidade)
- Timor-Leste:

Unidade, Acção, Progresso (Português) ou Unidade, Asaun, Progresu  (Tétum)
- Togo:

Travail, Liberté, Patrie (Francês, Trabalho, liberdade, pátria)
- Tonga:

Ko e ʻOtua mo Tonga ko hoku tofiʻa (Tonganês, Deus e Tonga são minha herança)
- Trinidad e Tobago:

Together we aspire, together we achieve (Inglês, Juntos aspiramos, juntos alcançamos)
- Tunísia:

Ordem, Liberdade, Justiça
- Turquia:

Egemenlik kayıtsız şartsız milletindir. (Turco, Soberania resta com a nação)
 e Yurtta sulh, cihanda sulh. (Turco, Paz em casa, paz no mundo.)
- Tuvalu:

Tuvalu mo te Atua (Tuvaluano, Tuvalu para o Todo Poderoso)

## U
- Ucrânia:

Воля, Злагода, Добра (Ucraniano, Liberdade, Concordância, Bondade) (não oficial)
- Uganda:

For God and My Country (Inglês, Por Deus e meu País)
- União Europeia:

In varietate concordia (Latim por United in diversity, Unis dans la diversité, Unidos em diversidade, etc. Traduzidos nas línguas dos estados membres da UE)
- Uruguay:

Independencia o Muerte (Espanhol, "Independencia ou Morte")

## V
- Vanuatu:

Long God yumi stanap (Bislama, Nós estamos com Deus)
- Venezuela:

Dios y Federación (Espanhol, Deus e Federação)
- Vietname:

Ðộc lập, Tự do, Hạnh phúc (Vietnamito, Independência, Liberdade e Felicidade)

## Z
- Zâmbia:

One Zambia, One Nation (Inglês, Uma Zâmbia, um país)
- Zimbabwe:

Unity, Freedom, Work (Inglês, Unidade, Liberdade e Trabalho)